# Bernardo Daddi

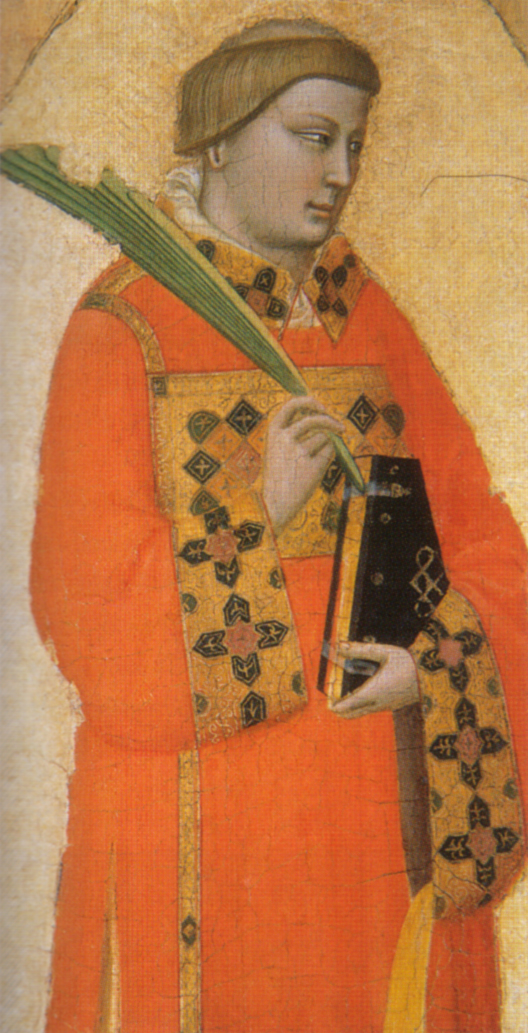
San Lorenzo, Milano, Pinacoteca di Brera

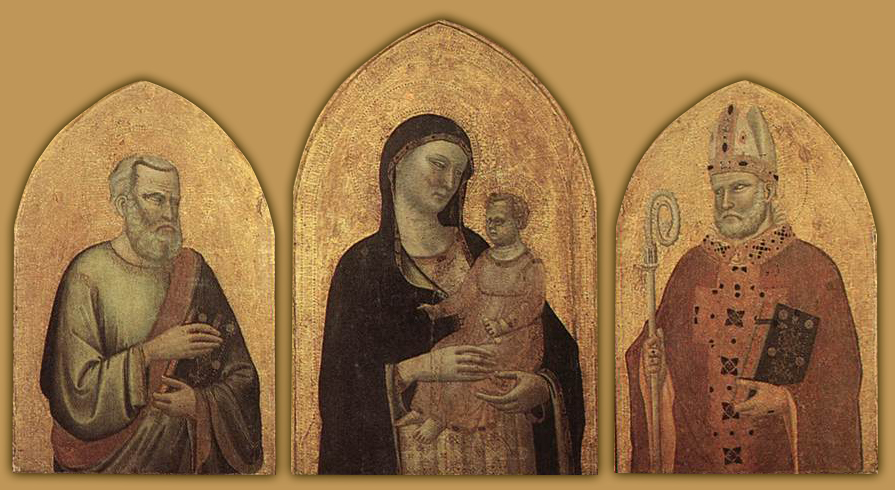
Trittico di Ognissanti, Uffizi, Firenze

Bernardo Daddi (Borgo San Lorenzo, 1290 circa – Firenze, 1348) è stato un pittore italiano, documentato dal 1320 al 1348 a Firenze.

## Biografia
Nato nella valle del Mugello in località Salto vicino Pulicciano, Borgo San Lorenzo, fu fiorentino nello stile, lavorò nella bottega di Giotto assieme a tutti coloro che saranno gli interpreti dello stile tardo del maestro (quali ad esempio Taddeo Gaddi, Stefano Fiorentino, Maso di Banco, ecc.). Riguardo a questi pittori, e lo stesso Daddi non è eccezione, la critica è sempre stata, probabilmente non a torto, estremamente severa. Tuttavia il Daddi fu molto apprezzato e riuscì ad ottenere importanti commissioni sia dalle istituzioni che dalla borghesia divenendo uno dei pittori fiorentini più rinomati e ricchi. Franco Sacchetti nel Trecentonovelle lo ricorda come uno dei migliori seguaci di Giotto, ma Vasari lo ricorda appena di sfuggita nelle Vite.
Iscritto all'Arte dei Medici e degli Speziali sin dal 1319 ha la sua prima opera certa nel Trittico di Ognissanti datato 1328 ed ora conservato agli Uffizi. A questo periodo dovrebbe risalire il suo intervento, uno dei pochi ad affresco, nella basilica di Santa Croce, dove decorò la Cappella Pulci con Storie dei santi Stefano e Lorenzo.
Rispetto agli stilemi giotteschi, nel Daddi si nota una pittura più raffinata che si avvicina probabilmente alla più aristocratica (e più apprezzata dall'alta borghesia) arte senese nei modi di Ambrogio Lorenzetti. L'utilizzo più complesso e curato del colore e dei tratti si evolverà poi in quelle che saranno le caratteristiche dominanti perfettamente identificabili nelle sue opere più tarde.
L'Incoronazione della Vergine, tavola del 1344 per la chiesa di Santa Maria Novella a Firenze e fulgido capolavoro del più poetico e raffinato tra i seguaci di Giotto, è una delle più solenni e trionfali figurazioni cristiane, che ha conosciuto una notevolissima fortuna soprattutto nell'arte dei secoli XIV e XV.
Nel 1348 contrasse probabilmente la peste e morì: il polittico per la chiesa di San Giorgio a Ruballa è datato 1348, ma un documento fiorentino dell'agosto di quell'anno lo cita come già scomparso.

## Opere

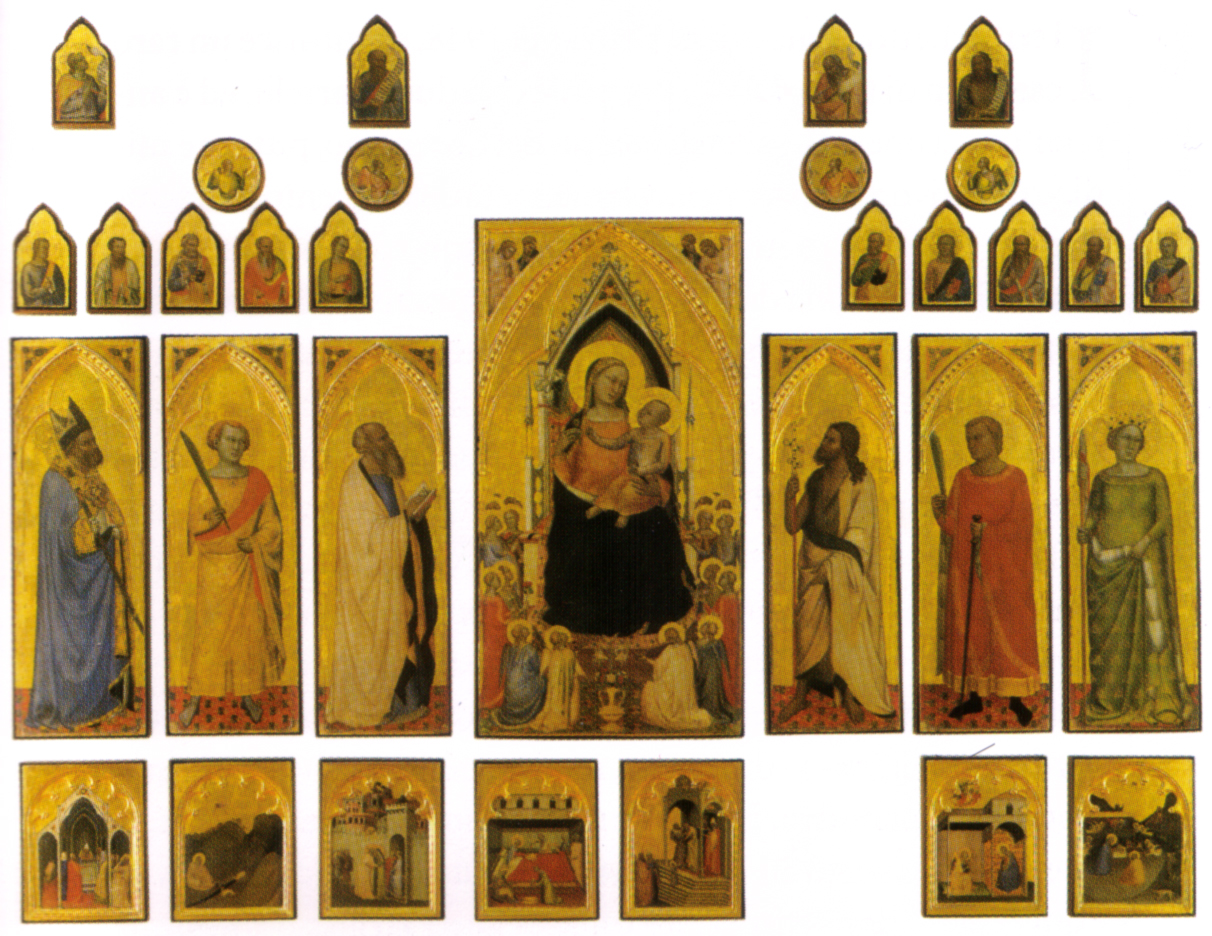
Il Polittico di San Pancrazio ricomposto (Uffizi)

La produzione pittorica di Bernardo Daddi fu senza dubbio molto ampia, considerando la fama che raggiunse al suo tempo; dopo la morte di Giotto fu probabilmente a capo della più importante bottega di pittura a Firenze. A parte le poche opere firmate, il catalogo delle opere a lui attribuite comprende in massima parte opere riconosciutegli dalla critica d'arte; in ogni caso è come sempre pressoché impossibile distinguere la sua mano da quella di collaboratori e seguaci della bottega:
- Altarolo con Crocifissione di Cristo, Madonna con Bambino in trono e angeli, Stimmate di san Francesco d'Assisi, San Pietro e san Bartolomeo, Prato, collezione privata
- Annunciazione con due angeli, Parigi, Museo del Louvre
- Affreschi con le Storie di san Lorenzo e di santo Stefano, Firenze, Basilica di Santa Croce, Cappella Pulci (poi Cappella Beraldi e ora Cappella Bardi di Libertà):
  - Martirio di santo Stefano
  - Martirio di san Lorenzo
- Polittico smembrato:
  - Madonna del Magnificat, Pinacoteca Vaticana, inv. 174 (pannello centrale)
  - Santa Maria Maddalena, New York, collezione privata
  - Santo vescovo, Monaco di Baviera, Alte Pinakothek, inv. 10828
  - San Giovanni Evangelista, Fiesole, Museo Bandini, inv. 10
- Santa Caterina d'Alessandria e donatore, Firenze, Cattedrale di Santa Maria del Fiore, controfacciata
- Santo vescovo in trono, Ajaccio, Museo Fesch, inv. 188
- Altarolo Kress con la Madonna in trono, angeli e santi, Washington, National Gallery of Art, inv. 1952.5.61 (K1718)
- Trittico con l'Incoronazione di Maria Vergine tra angeli e santi, Natività e Crocifissione, Berlino, Gemäldegalerie, inv. 1064
- Trittico di Ognissanti con la Madonna con Bambino, san Matteo Evangelista e san Nicola di Bari, firmato e datato 1328, Firenze, Uffizi, inv. 3073
- Madonna con Bambino, Barcellona, Museu Nacional d'Art de Catalunya, Collezione Thyssen-Bornemisza
- San Michele arcangelo, Crespina, Chiesa di S. Michele
- Santa Caterina d'Alessandria, New York, collezione privata
- San Giovanni Battista e santa Maria Maddalena, Altomonte (CS), Museo civico
- Sant'Agostino e san Giacomo, Altomonte (CS), Museo civico
- Crocifisso, Firenze, Museo Bardini, inv.771
- Polittico con la Madonna con Bambino, san Francesco d'Assisi, san Bartolomeo, san Barnaba e santa Caterina d'Alessandria, 1332-1335 circa, Prato, Museo di Palazzo Pretorio, proveniente dall'Ospedale della Misericordia, chiesa di San Barnaba
- Storie della Sacra Cintola (predella di polittico), 1337-38, Prato, Museo di Palazzo Pretorio, proveniente dal Duomo di Prato
- Polittico smembrato:
  - Madonna col Bambino (scomparto centrale), Houston, Sarah Campbell Blaffer Foundation, inv. 1979.26
  - Sant'Elena e santo vescovo, Bergamo, collezione privata;
  - San Giovanni Evangelista, Kansas City, Nelson-Atkins Museum of Art, inv. 39-14
- Polittico smembrato:
  - San Lorenzo, Milano, Pinacoteca di Brera, inv. 726
  - San Giacomo Maggiore, Gazzada Schianno, Museo di Villa Cagnola
- San Zanobi, Firenze, Uffizi, inv. 8345
- Altarolo con Madonna con Bambino in trono e santi, episodi della vita di san Nicola di Bari, Natività e Crocifissione, (datato 1333), Firenze, Museo del Bigallo
- Madonna col Bambino, angeli e santi, firmato BERNARDUS DE FLORENTIA e datato 1334), Firenze, Uffizi
- Polittico di San Pancrazio (1335 circa), Firenze, Uffizi inv. 8345;
- Trittico: Madonna con Bambino in trono e santi, datato 1338; Londra, Courtauld Gallery, P.1978.PG.81.1
- Madonna con Bambino, Firenze, Villa I Tatti, The Harvard University Center for Italian Renaissance Studies, collezione Berenson
- Incoronazione di Maria Vergine tra angeli e santi, Firenze, Galleria dell'Accademia, inv. 3449
- Otto riquadri di predella con Storie di santo Stefano, Musei Vaticani, inv. 147-148-149-150, 158-159-160-161
- Cinque scomparti di predella con Storie di santa Reparata: Bruxelles, Collezione Mme Paul Pechère (1); Colonia, Wallraf-Richartz Museum (1); New York, The Metropolitan Museum of Art (3)
- Crocifisso con i dolenti e storie della Passione, Firenze, Galleria dell'Accademia
- Polittico con la Madonna con Bambino in trono e santi, (datato 1344 e firmato), Firenze, basilica di Santa Maria Novella, cappellone degli Spagnoli
- Madonna col Bambino (1347), Firenze, Orsanmichele
- Polittico con la Crocifissione di Cristo e santi per la chiesa di San Giorgio a Ruballa (1348), oggi a Londra, Courtauld Gallery, P.1966.GP.82 (la predella è dispersa in vari musei).
- Madonna in trono col Bambino (1330), Chiesa di San Pietro a Lecore (Signa)
- San Giovanni Battista (1320), La Spezia, Museo civico Amedeo Lia
- Incoronazione della Vergine (circa 1340), Londra, National Gallery